# Musica di scena
Nell'opera lirica per musica di scena si intende la musica che costituisce il contenuto, anziché la forma dell'azione teatrale.
Gli esempi più tipici sono le marce, le danze, le canzoni intonate da qualche personaggio, spesso con l'ausilio di uno strumento (per lo più la chitarra) e di un'orchestrina sul palco, o anche i rulli di tamburo, i rintocchi di campana, i richiami dei corni da caccia.
La fonte sonora può trovarsi sulla scena (nel qual caso si parla di musica in scena), dietro la scena o più raramente in orchestra.
Non va confusa con il genere delle musiche di scena, nel quale i pezzi musicali sono inseriti all'interno di spettacoli di teatro di parola.

## Esempi
- Wolfgang Amadeus Mozart, Don Giovanni, Serenata di Don Giovanni Deh, vieni alla finestra
- Giuseppe Verdi, Un ballo in maschera, mazurka intonata da una piccola orchestra sul palco (6 primi violini, 6 secondi violini, 2 viole, 2 violoncelli, 2 contrabbassi) durante la scena del ballo mascherato
- Giacomo Puccini, Il tabarro, cornetta che suona il "silenzio" prima della romanza di Michele Nulla, silenzio.

| Controllo di autorità | Thesaurus BNCF 66915 |